# David C. Peterson
David Charles Peterson (* 22. října 1949, Kansas) je americký fotograf a novinář, vítěz Pulitzerovy ceny za fotografii v roce 1987.

## Životopis
David Charles Peterson se narodil 22. října 1949 Johnu Edwardu Petersonovi a Florence Athene v Kansasu. V roce 1971 získal bakalářský titul v oboru žurnalistiky na University of Kansas. O dva roky později získal bakalářský titul v oboru žurnalistiky. V roce 1975 se stal zaměstnaným fotografem v Topeka Capital-Journal, po dvou letech přešel do Des Moines Register.
V roce 1986 Peterson vzal tvůrčí volno a rozdělil ho na tři části, měsíc za sezónu, aby pracoval na cyklu „Farm Owners“, příbězích farmářských rodin v Iowě uprostřed šestileté krize. Kronika líčí tragédii rodiny, která byla nucena prodat svou půdu, příběh opuštěného města a ženy, která po sebevraždě svého manžela navštívila jeho hrob. V roce 1986 mu byla udělena cena National Press Photographers Association Prize. V roce 1987 Petersona vybrali porotci Pulitzerovy ceny za fotografii za „zachycení zničených snů amerických farmářů“. V letech 1979-1981 obdržel cenu Regionální fotograf roku.
Je ženatý s Adele Mae Johnson, spolu mají tři děti.